# Copidosoma manilae
Copidosoma manilae är en stekelart som först beskrevs av William Harris Ashmead 1904.  Copidosoma manilae ingår i släktet Copidosoma och familjen sköldlussteklar. Inga underarter finns listade i Catalogue of Life.